# Castell Gibelí
El castell Gibelí, dit també BethGibelin, fou una fortalesa construïda en l'època de les croades, situada en un turó del que actualment és Beerxeva (Israel), que estigué a càrrec dels hospitalers. El seu nom podria tenir relació amb el patriarca Gibelin de Sabran, però cap document ho confirma.

## Història
Després de les conquestes fetes durant la Primera Croada, Balduí I de Jerusalem atacà durant l'hivern del 1100 els beduïns que cercaven refugi en les coves i vagaven per la ruta entre Jerusalem i Jaffa. Va fer tapar les entrades de les coves i hi calà foc.
Folc V d'Anjou hi feu construir un castell per defensar Hebron dels possibles atacs procedents del bastió fatimita que era en aquell temps Ascaló. Per poder més endavant incloure Ascaló als estats croats, calia que hi hagués fortaleses per la rodalia. Aquest pla d'encerclament incloïa el castell d'Ibelin i el de Blanchegarde. Vers el 1136 el castell fou confiat a l'Orde de l'Hospital de Jerusalem.
La fortalesa de Gibelí consistia en una torre central envoltada d'una línia de muralla amb quatre torres un a cada angle. La defensa es completava amb un fossat. Per fer-la s'empraren pedres de la vila d'època romana d'Orient que hi havia al costat, en especial en els murs de les torres del nord-oest. En una segona fase de construcció, s'afegí un mur exterior per defensar la part més ampla, que conferí al castell estructura concèntrica.